# جنگل‌های بارانی لوزون
جنگل‌های بارانی لوزون (به لاتین: Luzon rain forests) یک منطقهٔ مسکونی و جنگل  در فیلیپین است.